# Давід Барамідзе
Давід Барамідзе (27 вересня 1988, Тбілісі) – німецький шахіст грузинського походження, гросмейстер від 2004 року.

## Шахова кар'єра
2003 року переміг на сильному турнірі за швейцарською системою турнірu у Дайцизау, випередивши, зокрема, Володимира Єпішина, Лівіу-Дітера Нісіпяну, а також Левона Ароняна. Виступаючи під прапором Німеччини став 2004 року в Іракліоні віце-чемпіоном світу серед юнаків. Того самого року здобув звання гросмейстера i був на той час наймолодшим в історії німецьких шахів володарем цього звання.
Неодноразово представляв Німеччину на командних змаганнях, зокрема,:
- на шаховій олімпіаді (2008)[2],
- на командному чемпіонаті світу (2013)[3],
- двічі на командних чемпіонатах Європи (2007, 2013)[2],
- тричі на командних чемпіонатах Європи серед юніорів до 18 років (2001, 2002, 2004); дворазовий медаліст: у командному заліку – золотий (2004) i  бронзовий (2002)[4],

Найвищий рейтинг Ело в кар'єрі мав станом на 1 жовтня 2012 року, досягнувши 2615 пунктів, посідав тоді 5-те місце серед німецьких шахістів.